# Crassula muscosa
Crassula muscosa är en fetbladsväxtart som beskrevs av Carl von Linné. Crassula muscosa ingår i släktet krassulor, och familjen fetbladsväxter.

## Underarter
Arten delas in i följande underarter:
- C. m. obtusifolia
- C. m. parvula
- C. m. polpodacea

## Bildgalleri

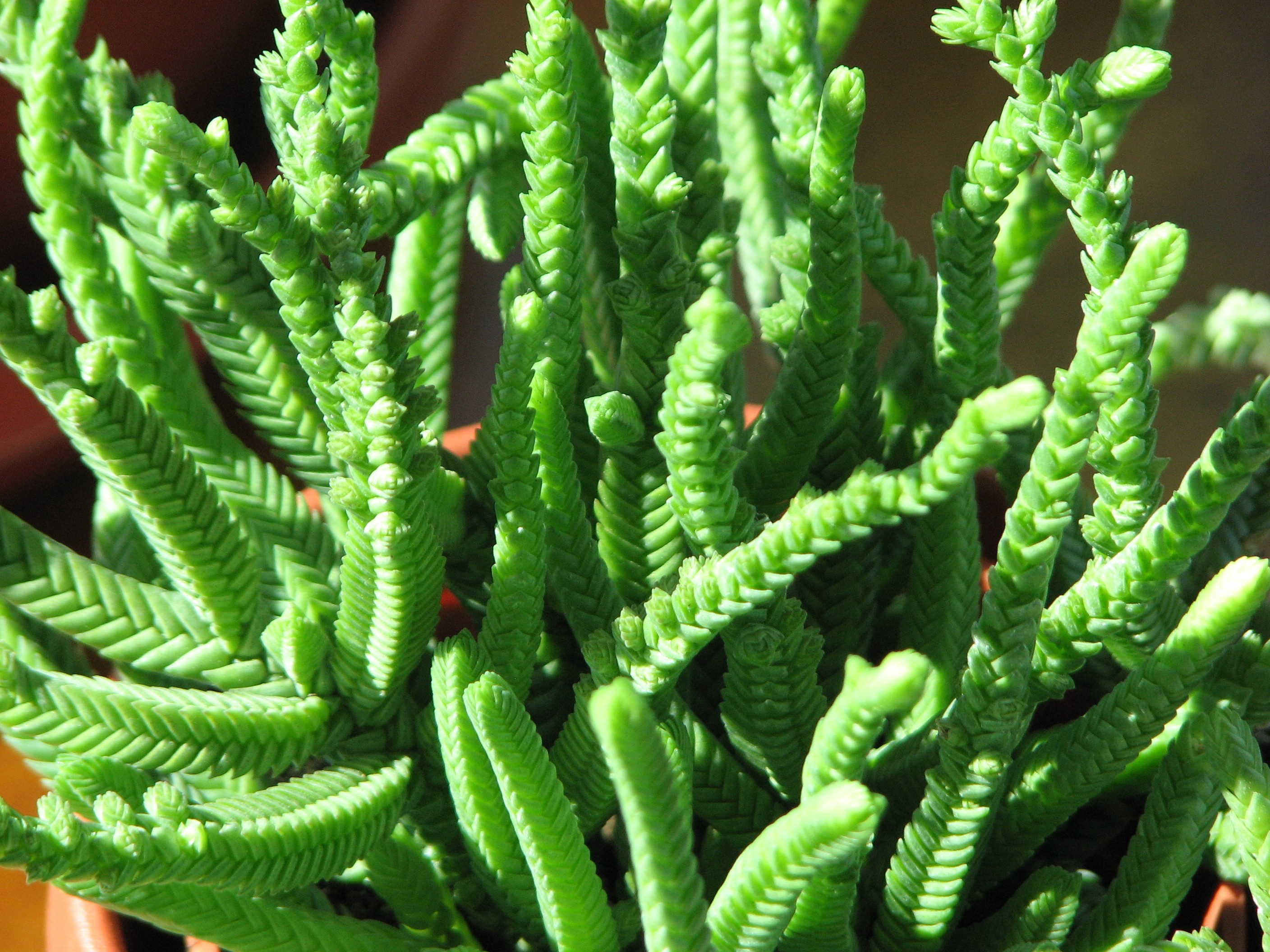